# Wanda Wierzchleyska
Wanda Wierzchleyska (3 de março de 1900 – 14 de janeiro de 2012) foi uma supercentenária ucraniana-polonesa, que aos 111 anos e 317 dias, era a pessoa viva mais velha da Polônia. Ela também era a pessoa mais velha a morrer na Polônia.

## Biografia
Wanda Wierzchleyska nasceu em Leópolis, Áustria-Hungria (agora parte da atual Ucrânia), a filha de Eugeniusz Wajgiel (1873–1944) e Ludwika Jankowska (d.1956). Ela era neta do conde Adam Klet Zamoyski (1795–1865).
Ela graduou-se na Faculdade de Agricultura do Politécnico de Leópolis. Em 3 de agosto de 1944, no início da Revolta de Varsóvia, seu pai e seu marido foram baleados pelos alemães. Após a guerra, ela trabalhou numa fábrica de papel em Myszków por 16 anos. Ela se casou com o engenheiro Klemens Wierzchleyski (1902–1944). Eles tiveram duas filhas: Ewa (nascida em 1934), esposa do professor Zbigniew Semadeni e Izabella (nascida em 1938), esposa de Juliusz Mateńki.
Em 3 de janeiro de 2010, após a morte de Michalina Wasilewska (1898–2010), Wierzchleyska tornou-se a pessoa viva mais velha da Polônia. Em 1 de julho de 2011, aos 111 anos e 120 dias, ela superou a idade de Ludwika Kosztyla (1897–2008) e tornou-se a pessoa mais velha a morrer na Polônia.
Ela morreu em Varsóvia, Polônia em 14 de janeiro de 2012 aos 111 anos e 317 dias.